# Ješetice
Ješetice (Duits: Geschetitz) is een Tsjechische gemeente in de regio Midden-Bohemen en maakt deel uit van het district Benešov. Het dorp ligt op 5 km afstand van Miličín.
Ješetice telt 126 inwoners (2024).

## Etymologie
De naam van het dorp is afgeleid van de Oud-Tsjechische persoonsnaam Ješut.

## Geografie
De gemeente bestaat uit de volgende plaatsen: 
- Ješetice;
- Báňov;
- Hlaváčkova Lhota;
- Radíč;
- Řikov.

Door het dorp stroomt de Mastníkbeek, die net buiten het dorp door het Ješetický pilskýmeer verder zuidafwaarts stroom.

## Geschiedenis
De eerste schriftelijke vermelding van het dorp dateert van 1358, toen het vermeld werd als Jeschutitz.
Van 1850 tot 1890 was de deelgemeente Báňov onderdeel van de gemeente Smilkov en van 1900 tot 1979 maakte het deel uit van de gemeente Ješetice. Van 1 januari 1980 tot 23 november 1990 behoorde Báňov tot de gemeente Červený Újezd, maar op 24 november van dat jaar werd Báňov opnieuw bij Ješetice gevoegd. Sinds 1960 maakt Ješetice deel uit van het district Benešov.

## Verkeer en vervoer

### Autowegen
Er loopt een regionale weg naar het dorp. 

### Spoorlijnen
Station Ješetice ligt aan spoorlijn 220 Praag - Tábor - České Budějovice.
Het huidige station verving het oude station. Het oude station lag iets dichter bij het dorp, in een bocht achter de heuvel Deboreč. In 2019 werd een tunnel onder de heuvel aangelegd, waarna het station verplaatst werd naar de westzijde van het tunnelportaal.

### Buslijnen
Er zijn twee bushaltes in de gemeente:
| Halte              | Lijn | Traject             | Vervoerder   |
| ------------------ | ---- | ------------------- | ------------ |
| Ješetice, Ješetice | 569  | Střezimíř - Miličín | CŠAD Benešov |
| Ješetice, Radíč    | 569  | Střezimíř - Miličín | CŠAD Benešov |

## Galerij

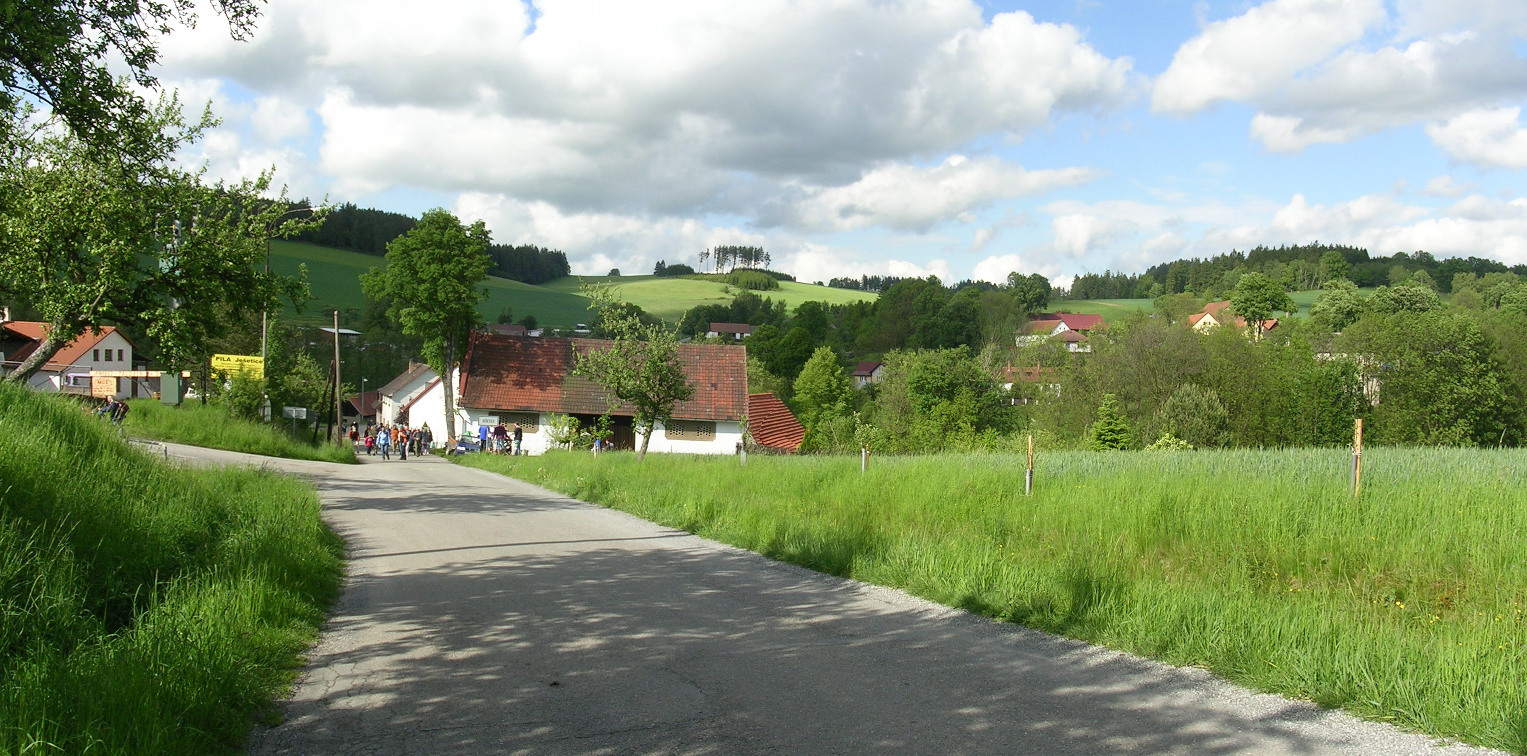
Toegangsweg tot het dorp (2009)
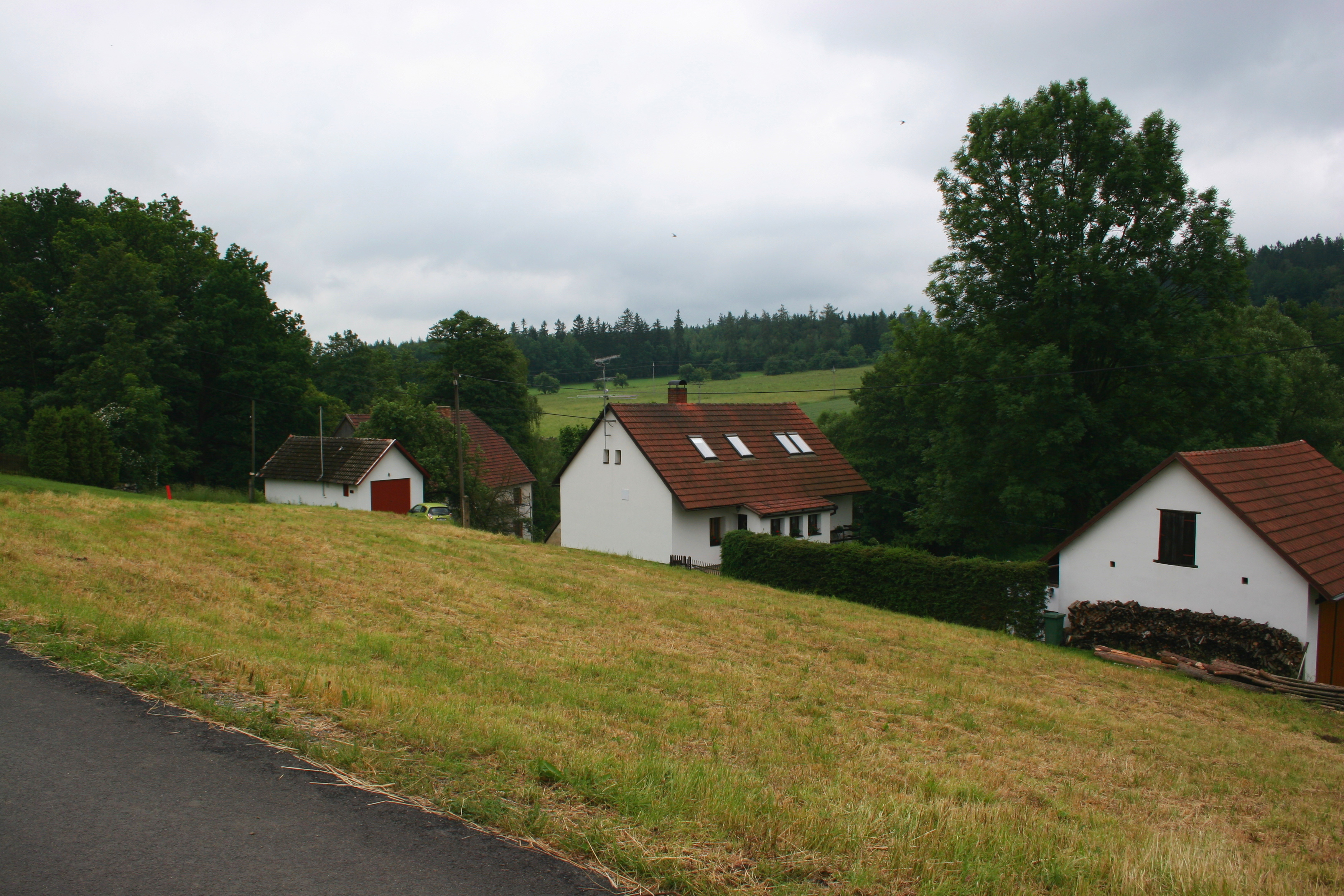
Huizen in het dorp (2019)
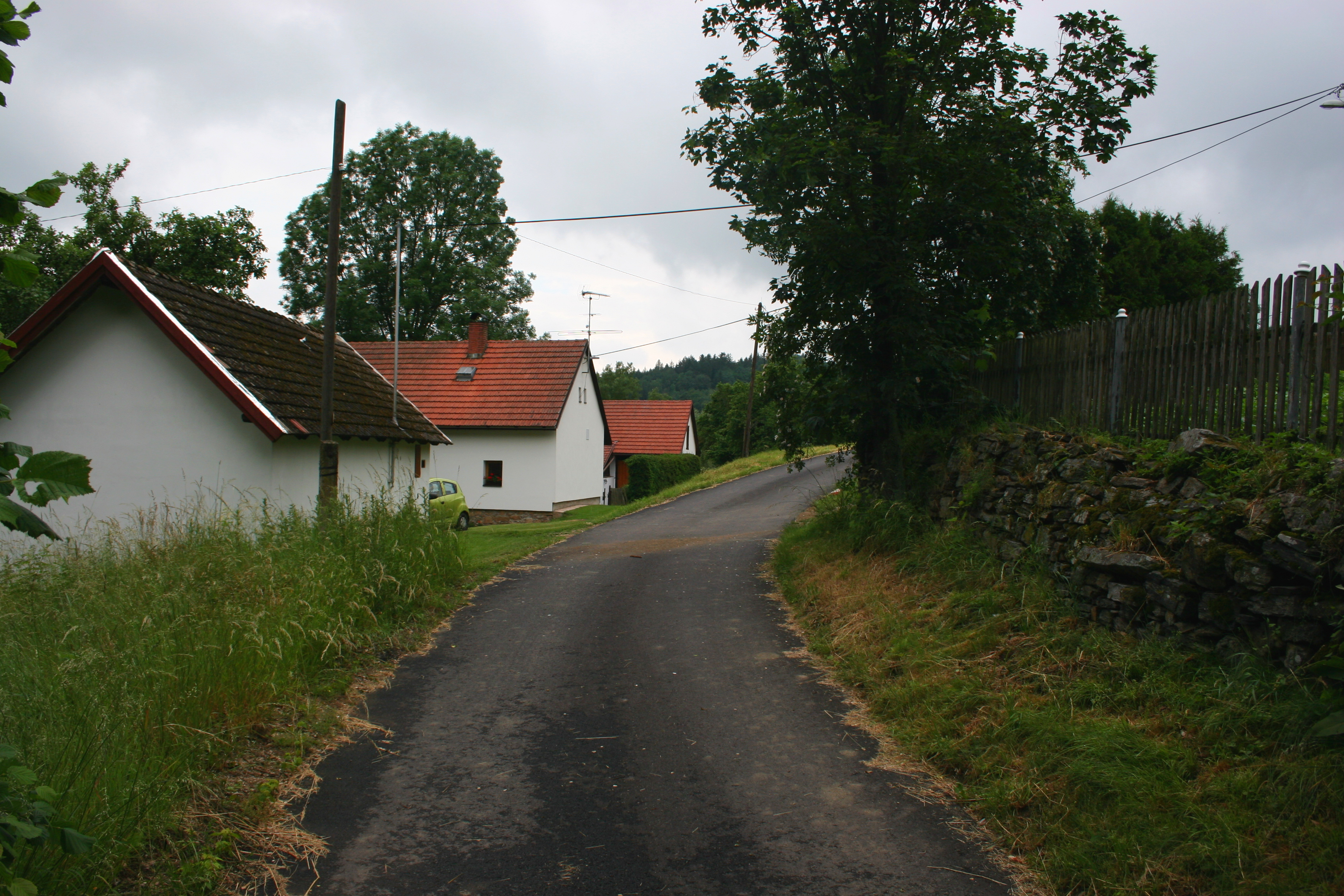
Straat in het dorp (2019)
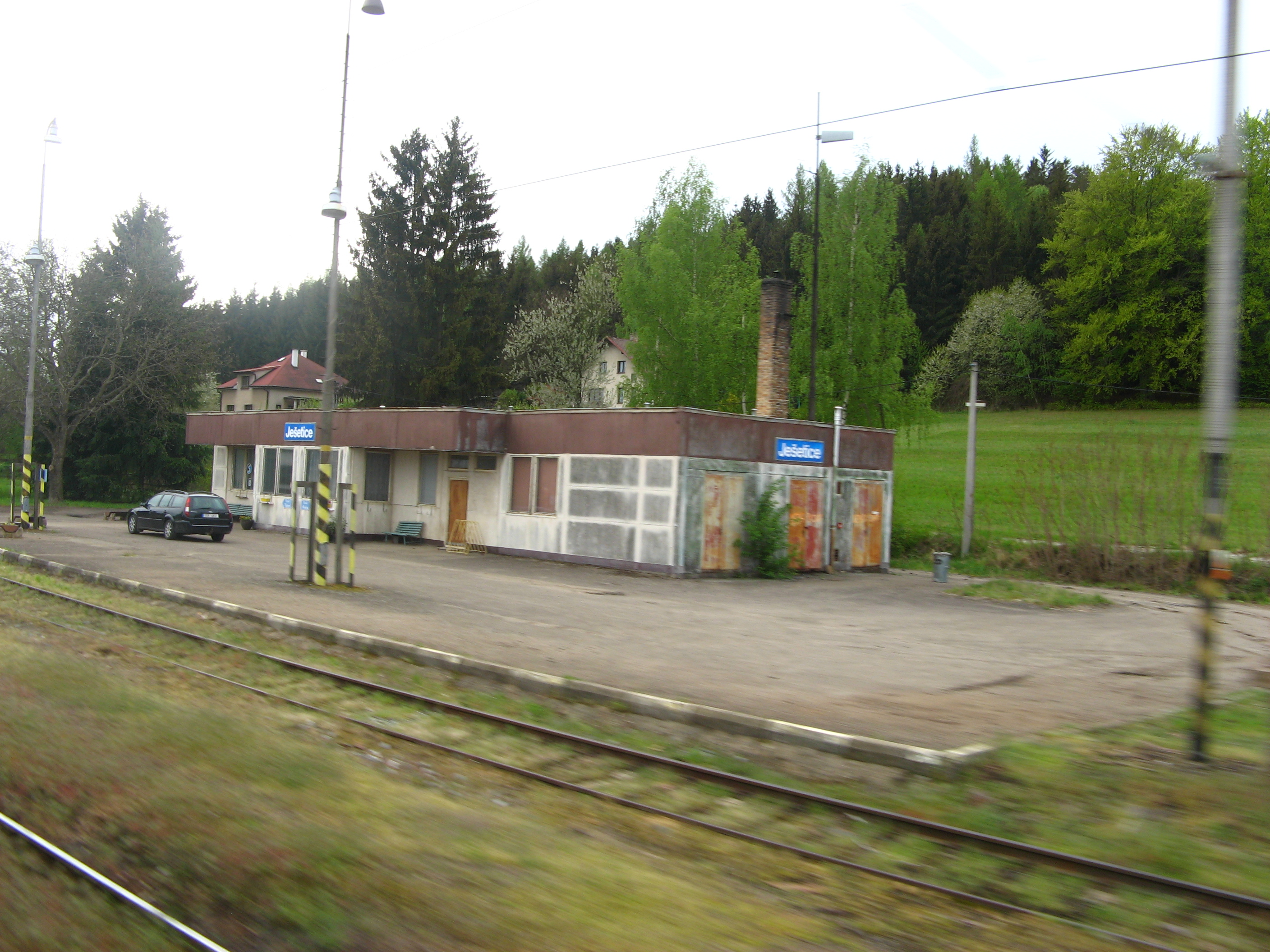
Voormalig treinstation (2020)
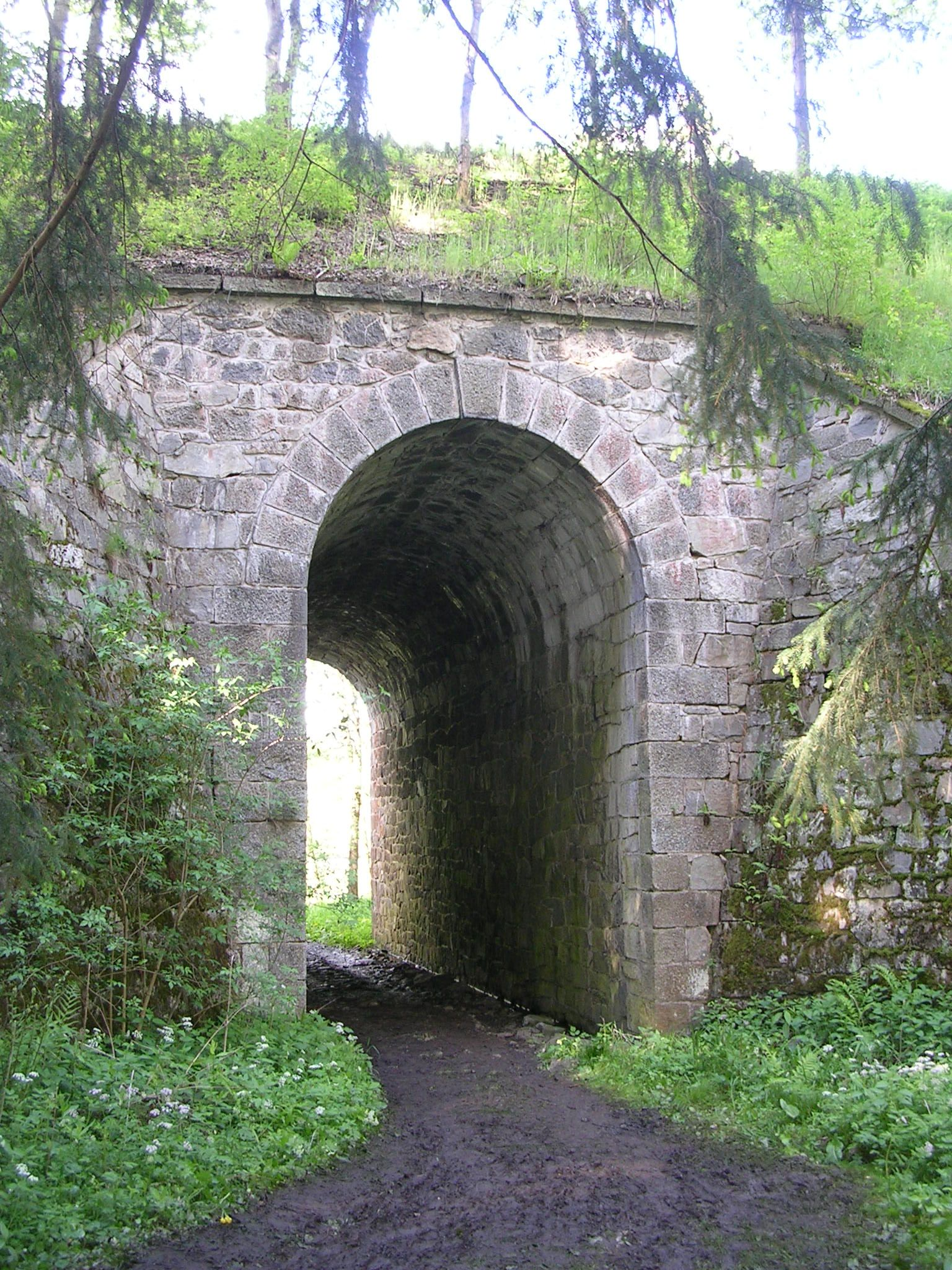
Spoorbrug nabij het dorp (2009)
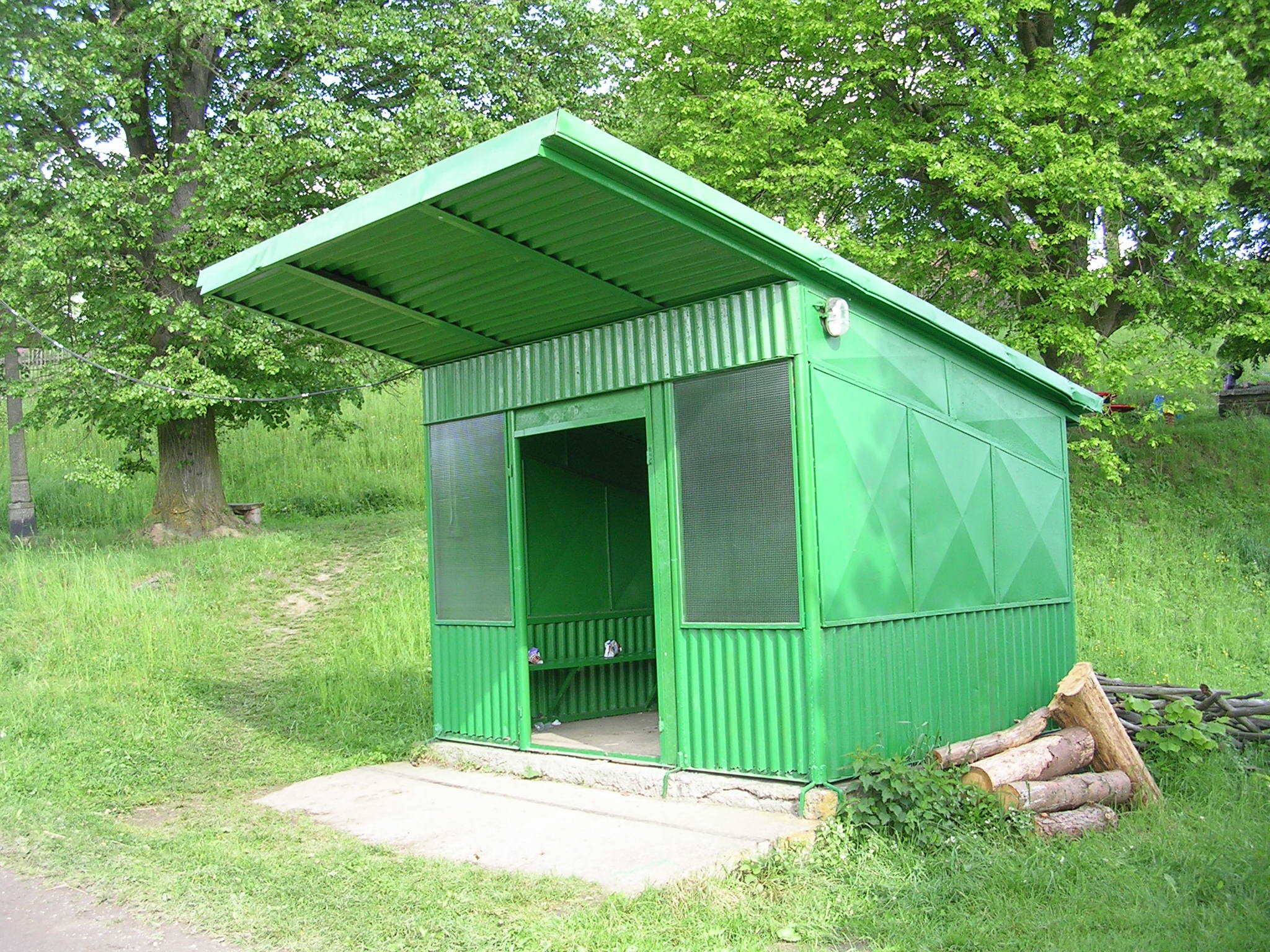
Bushalte in het dorp (2009)
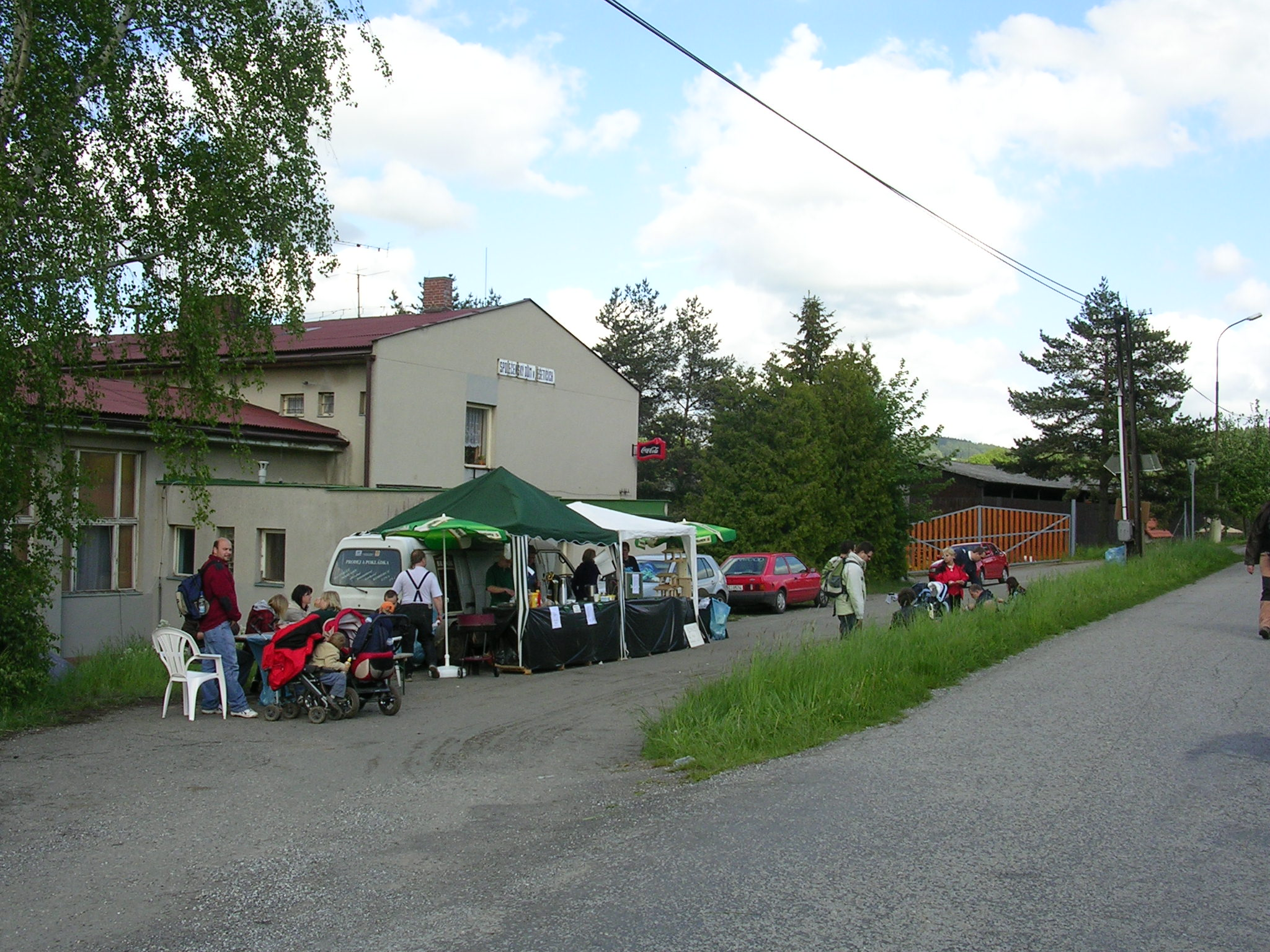
Dorpshuis (2009)